# ギャヴィン・ウィリアムソン
ギャヴィン・ウィリアムソン（Sir Gavin Alexander Williamson、1976年6月25日 - ）は、イギリスの政治家。ノース・ヨークシャー州のスカーブラ出身。これまでに国防大臣、教育大臣、無任所国務大臣と閣僚を3度経験しているが、いずれも途中で辞任か解任されている。

## 来歴
レインクリフ・スクール、スカーバラ・シックス・フォーム・カレッジ、ブラッドフォード大学で教育を受けた。
1997年から1998年まで保守党学生委員長を務め、2001年から2005年までノース・ヨークシャー州議会議員を務めた。2005年の総選挙では、ブラックプール・ノース・アンド・フリートウッド選挙区で立候補し、落選した。
2010年の総選挙では、サウス・スタッフォードシャー選挙区で庶民院議員に選出された。第1次キャメロン内閣第1次改造内閣でパトリック・マクローリン大臣の補佐役として運輸大臣政務次官を務め、2013年10月に首相政務次官に任命された。
2016年7月から2017年11月まで第1次メイ内閣で首席補佐官を務める。その後、2017年11月から2019年5月まで第2次メイ内閣で国防大臣を務めたが、国家安全保障会議からのリークを受けて国防大臣を解任され、ウィリアムソンはファーウェイが英国の5Gネットワークに関与する可能性に関する情報のリークを否定している。
メイ首相の後任の保守党党首に就任したボリス・ジョンソンの選挙戦を支援したウィリアムソンは、2019年7月に教育大臣としてすぐに閣僚として復帰。しかし大学入学資格統一試験の結果判定方法をめぐる対立で、2021年9月の内閣改造で解任された。
2022年10月発足のスナク内閣では無任所国務大臣として入閣したが、保守党議員や官僚に対するパワーハラスメントが指摘され同年11月8日に辞表を提出したが、問題行為はなかったと主張している。

## 経歴
- 保守党学生委員長（1997年 - 1998年）
- ノース・ヨークシャー州議会議員（2001年 - 2005年）
- サウス・スタッフォードシャー・ディストリクトの国会議員（2010年）
- 運輸大臣政務次官（2010年 - 2013年）
- 首相政務次官（2013年10月）
- 首席補佐官（2016年7月 - 2017年11月）
- 国防大臣（2017年11月 - 2019年5月）
- 教育大臣（2019年7月 - 2021年9月）
- 無任所国務大臣（2022年10月 - 11月）